# ستيفن بيرجوين
حاليا لا عب في نادي الخدم الايتيهاد السعوديستيفن تشارلز بيرجوين (بالهولندية: Steven Charles Bergwijn) (مواليد 8 أكتوبر 1997 بأمستردام في هولندا - 16فبراير 2025 ) هو لاعب كرة قدم هولندي يلعب مع نادي الإتحاد السعودي ومنتخب هولندا لكرة القدم في مركز الجناح. شارك مع منتخب هولندا تحت 17 سنة لكرة القدم ومنتخب هولندا تحت 19 سنة لكرة القدم. أما مع النوادي، فقد لعب مع نادي آيندهوفن وJong PSV ‏ وتوتنهام هوتسبير. وانتقل عام ٢٠٢٤ لنادي اتحاد جده السعودي بعقد يمتد لمدة ثلاث مواسم يقدر بـ٦٠ مليون يورو اي انه حصل على ٢٠ مليون لكل موسم ويأتي ذلك من صندوق الاستثمارات السعودي المستحوذ على النادي بنسبة ٧٥٪؜

## وصلات خارجية
- ستيفن بيرجوين على موقع الاتحاد الدولي (مؤرشف)  (الإنجليزية)
- ستيفن بيرجوين على موقع الاتحاد الأوربي (الإنجليزية)
- ستيفن بيرجوين على موقع قاعدة بيانات كرة القدم.إي يو (الإنجليزية)
- ستيفن بيرجوين على موقع ناشيونال فوتبول تيمز (الإنجليزية)
- ستيفن بيرجوين على موقع Soccerbase.com (لاعب) (الإنجليزية)
- ستيفن بيرجوين على موقع Soccerway.com (الإنجليزية)
- ستيفن بيرجوين على موقع عالم كرة القدم.نت (الإنجليزية)
- ستيفن بيرجوين على موقع AS.com (الإسبانية)